# نوفالو
نوفالو (به انگلیسی: nofollow) یک کد به‌صورت rel است که در کد لینک‌های وبسایت قرار می‌گیرد. کد نوفالو (nofollow) به موتورهای جستجو مانند گوگل اعلام می‌کند که نباید این لینک را دنبال کنند. در واقع شما با استفاده از کد نوفالو (nofollow) به موتورهای جستجو اطلاع خواهید داد که این لینک نباید در محاسبه پیج رنک وارد شود ولی با این کار همچنان اجازه ایندکس این صفحات را به موتورهای جستجو می‌دهید.

البته لینک نوفالو از صفحات شما به سایت‌های دیگر در پیج رنک آنها نیز بی تأثیر خواهد بود.
```
<
a
 
href
=
www.example.com
 
rel
=
”nofollow”
>
Anchor Text
</
a
>

```

## دلایل استفاده از کد نوفالو nofollow
- بک لینک‌های پولی
- جلوگیری از کاهش رتبه سایت مبدأ
- جلوگیری از ایجاد اسپم[۲]

همهٔ لینک‌ها «do follow» هستند مگر این که صفت nofollow در ویژگی‌های آن درج شده باشد.